# Nørresø (Viborg)
Nørresø är en sjö i staden Viborg i Danmark.   Den ligger i Region Mittjylland,  210 km väster om Köpenhamn. Nørresø ligger 11 meter över havet.  Arean är 1,22 kvadratkilometer.
Nørresø är 2,3 km lång och som bredast cirka 700 m. Den får sitt vatten från Nørremølle Å. Strax norr om sjön ligger Søndersø.